# Pruebas de Rainhill

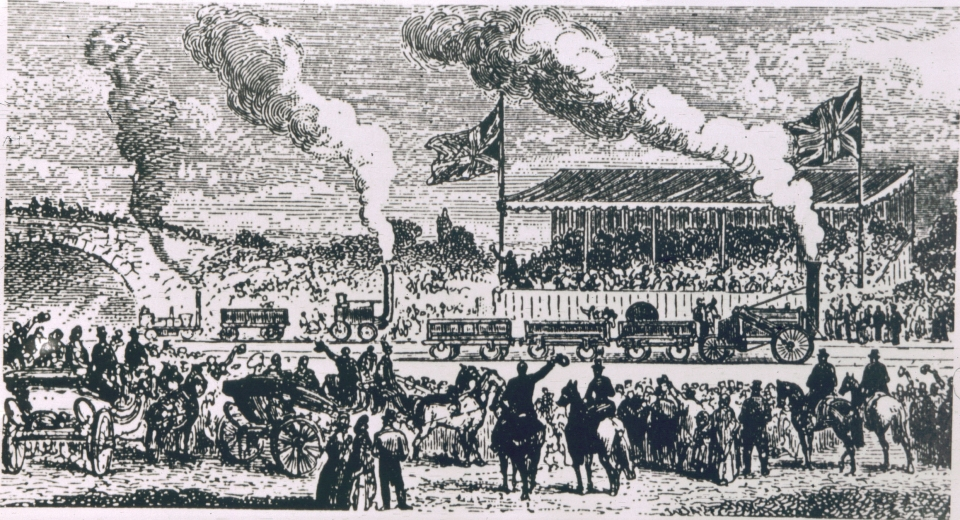
Grabado posterior de los ensayos de Rainhill. En primer plano está la Rocket y en el fondo están la Sans Pareil (derecha) y la Novelty

Las Pruebas de Rainhill fueron un importante concurso realizado en octubre de 1829, para poner a prueba la idea de George Stephenson de que las locomotoras de vapor proporcionarían la mejor fuerza motriz para el Ferrocarril de Liverpool y Mánchester (FL&M), entonces casi terminado. Se presentaron cinco locomotoras, que debían recorrer 1 milla (1,6 km) de distancia sobre la vía construida en Rainhill, en Lancashire (ahora Merseyside). 
La Rocket de Stephenson fue la única locomotora que completó las pruebas, siendo declarada ganadora. Los directores del ferrocarril FL&M aceptaron que las locomotoras deberían operar los servicios en su nueva línea, y George y Robert Stephenson recibieron el contrato para producir las locomotoras necesarias.

## Antecedentes
Los directores del Ferrocarril de Liverpool y Mánchester (FL&M) originalmente tenían la intención de utilizar máquinas de vapor estacionarias para arrastrar los trenes a lo largo de la vía utilizando cables. Habían designado a George Stephenson como su ingeniero de línea en 1826, quien abogó firmemente por el uso de locomotoras de vapor. A medida que el ferrocarril se acercaba a su finalización, los directores decidieron celebrar un concurso para decidir si las locomotoras podrían usarse para tirar de los trenes; que se convirtió en las Pruebas de Rainhill. Se ofreció un premio de 500 libras al ganador. Tres ingenieros notables fueron seleccionados como jueces: John Urpeth Rastrick, un ingeniero de locomotoras de Stourbridge; Nicholas Wood, un ingeniero de minas de Killingworth con considerable experiencia en diseño de locomotoras; y John Kennedy, un hilador de algodón de Mánchester y uno de los principales defensores del ferrocarril.

## Reglas
La compañía FL&M estableció las reglas para los ensayos, que pasaron por varias revisiones. Los requisitos finales, bajo los que se realizó la competición, fueron: 
- "El peso de la locomotora, con su complemento completo de agua en la caldera, se determinará en el punto de pesaje, a las ocho en punto de la mañana, y la carga que se le asigne será tres veces su peso. El agua en la caldera estará fría y no habrá combustible en la chimenea. Se pesará el combustible correspondiente y se medirá y entregará tanta agua en el carro de licitación, como el propietario del motor considere suficiente para el suministro del motor para un viaje de treinta y cinco millas. Entonces se encenderá el fuego en la caldera y se determinará la cantidad de combustible consumida para producir vapor y se anotará el tiempo".
- "El carro de licitación, con el combustible y el agua, se considerará como parte de la carga asignada a la máquina".
- "A las máquinas que lleven su propio combustible y agua, se les permitirá una deducción proporcional de su carga, de acuerdo con el peso de la máquina".
- "La máquina, con los carros unidos a ella, se arrastrará hasta el poste de arranque por sus propios medios, y tan pronto como el vapor llegue a cincuenta libras por pulgada cuadrada (50 libras por pulgada cuadrada (3,5 bar)), deberá iniciar su viaje".
- "La distancia que cubrirá en cada viaje será de una milla y tres cuartos (1,75 millas (2,8 km)) en cada sentido, incluyendo un octavo de milla (0,125 millas (0,2 km)) en cada extremo para aumentar la velocidad y para parar el tren; de esta manera, la máquina, con su carga, recorrerá una milla y media (1,5 millas (2,4 km)) en cada sentido a velocidad libre".
- "Los motores harán diez viajes, que serán equivalentes a un viaje de 35 millas (56,3 km); treinta millas de las cuales se realizarán a velocidad plena, y la velocidad promedio de viaje no será inferior a 10 millas por hora (16,1 km/h)". (Nota: el único otro ferrocarril de pasajeros en el mundo en ese momento, el Ferrocarril de Stockton y Darlington, tenía una velocidad promedio de solo 8 millas por hora (12,9 km/h))
- "Tan pronto como la locomotora haya realizado esta tarea, (que será igual a viajar de Liverpool a Mánchester), se le entregará un nuevo suministro de combustible y agua; y, tan pronto como pueda estar lista para volver a salir, llegará al Punto de Salida y hará diez viajes más, lo que equivaldrá al viaje de regreso de Mánchester a Liverpool".
- "El tiempo de realización de cada viaje se anotará con precisión, así como el tiempo necesario para prepararse para el segundo viaje".[4]
- "El ancho de vía debe ser de 4 pies 8,5 plg (1435 mm)".

## Participantes
Se inscribieron oficialmente diez locomotoras para las pruebas, pero el día en que comenzó la competición, el 6 de octubre de 1829, solo cinco máquinas estaban en disposición de iniciar el concurso:
- Cycloped, una locomotora impulsada por un caballo sobre una cinta, construida por Thomas Shaw Brandreth
- Novelty, la primera locomotora con depósito incorporado del mundo, construida por John Ericsson y John Braithwaite
- Perseverance, una locomotora de caldera vertical, construida por Timothy Burstall
- The Rocket, diseñada por George y Robert Stephenson; y construida por Robert Stephenson and Company
- Sans Pareil, construida por Timothy Hackworth[3]

|                       |
| Cycloped de Brandreth |

|                                   |
| Novelty de Ericsson y Braithwaite |

|                          |
| Perseverance de Burstall |

|                      |
| Rocket de Stephenson |

|                          |
| Sans Pareil de Hackworth |

## Concurso
El trazado del FL&M que pasaba por Rainhill Village era recto y nivelado a lo largo de más de 1 milla (1,6 km), por lo que fue elegido como el lugar más adecuado para realizar las pruebas. Las locomotoras iban a correr en Kenrick's Cross, en la milla al este del lado de Mánchester de Rainhill Bridge. Dos o tres locomotoras corrieron cada día, y se realizaron varias pruebas a cada una de ellas en el transcurso de seis días. Entre 10.000 y 15.000 personas se presentaron para ver las pruebas, y bandas musicales brindaron entretenimiento al público. 
La Cycloped fue el primer contendiente en abandonar la competición. Utilizaba un caballo que caminaba sobre una correa de transmisión para obtener energía y fue retirada después de que se accidentase cuando el caballo rompió la cinta de propulsión. La siguiente locomotora en retirarse fue la Perseverance, que sufrió daños durante el tránsito hacia el lugar de las pruebas. Burstall, su constructor, se pasó los primeros cinco días en los senderos reparando su locomotora, y aunque funcionó el sexto día, no logró alcanzar las 10 millas por hora (16,1 km/h) requeridas de velocidad y se retiró de la prueba. Se le otorgó un premio de consolación de 25 libras. 
La Sans Pareil casi completó las pruebas, aunque al principio había algunas dudas sobre si se le permitiría competir, ya que sobrepasaba en 300 libras (136,1 kg) el peso máximo autorizado. Sin embargo, finalmente completó ocho viajes antes de romper un cilindro. A pesar del fracaso, fue comprada por el FL&M, donde funcionó durante dos años antes de ser arrendada al Ferrocarril de Bolton y Leigh. 
La última locomotora en abandonar fue la Novelty. A diferencia de la Cycloped, utilizó tecnología avanzada para 1829 y fue más ligera y considerablemente más rápida que las otras locomotoras de la competición. Fue la favorita de la multitud y alcanzó unas sorprendentes 28 millas por hora (45,1 km/h) en el primer día de competición. Más adelante sufrió daños en una tubería de la caldera, que no pudo repararse adecuadamente allí mismo. Sin embargo, funcionó al día siguiente y alcanzó 15 millas por hora (24,1 km/h) antes de que la tubería reparada fallara y dañara el motor lo suficiente como para que tuviera que ser retirada. 
La Rocket fue la única locomotora que completó las pruebas. Promedió 12 millas por hora (19,3 km/h) y alcanzó una velocidad máxima de 30 millas por hora (48,3 km/h) transportando 13 toneladas, y fue declarada ganadora del premio de 500 libras (equivalentes a 46810 libras hoy). Los Stephenson recibieron el contrato para producir locomotoras para el FL&M.

## ElRocket 150
En 1980 se celebró el Rocket 150, un evento organizado para conmemorar el 150 aniversario de las pruebas de Rainhill. Se construyó una réplica de la Novelty para el evento, al que también asistieron réplicas de la Sans Pareil y de la Rocket (más un vagón). En el primer día, sucedió un desastre. La Rocket, ante la consternación de los espectadores, no pudo empezar a correr. Se salió de los rieles cuando iniciaba la marcha en el apartadero de Bold Colliery, y deformó las pestañas de sus dos grandes ruedas motrices. Esa noche, el personal de una empresa local de transporte por carretera se reunió en un hotel de Liverpool con el constructor de la réplica de la Rocket, y acordó que, en las primeras horas de la mañana siguiente, fabricarían urgentemente algunas piezas de acero (cuñas) en sus talleres cercanos, para arreglar la rueda motriz doblada antes de que comenzara el desfile del segundo día. Al mismo tiempo, la British Rail acordó poner un equipo de personal en los apartaderos de Bold para "enderezar" los rieles doblados. Ambas tareas se completaron a tiempo y la réplica de la Rocket participó con éxito en los siguientes dos días de los ensayos.
Al evento también asistieron: 
- La Lion (restaurada en la época de las conmemoraciones del Rocket 150), la locomotora de vapor operable más antigua que existe (la locomotora estadounidense de fabricación británica John Bull, siete años más antigua, fue motorizada con vapor nuevamente en 1981)
- Flying Scotsman No. 4472
- LMS 4-6-0 Jubilee Clase No. 5690 Leander
- Sir Nigel Gresley No. 4498
- Green Arrow No. 4771
- GWR 0-6-0 No. 3205
- LMS Clase 4 MT 2-6-0 No. 43106
- BR 92220 Evening Star, la última locomotora de vapor construida por British Railways
- LMS 4-6-2 Princess Elizabeth No. 6201

Dos locomotoras de la Clase 86, la 86214 Sans Pareil y la 86235 Novelty fueron pintadas con una variación de la librea Rail Blue, con el logotipo de BR reemplazado por el motivo Rocket 150 sobre un fondo amarillo.

## Reedición
En una reciente reconstrucción histórica (2002) de los ensayos de Rainhill usando motores de réplica, ni la Sans Pareil (11 de 20 carreras) ni la Novelty (10 de 20 carreras) completaron el concurso. Al calcular las velocidades y la eficiencia del combustible, se descubrió que la Rocket habría vuelto a ganar, ya que su tecnología relativamente moderna la convirtió en una locomotora mucho más fiable que las otras. La Novelty casi la igualaba en términos de eficiencia, pero su diseño de cámara de combustión hizo que se detuviera gradualmente debido a una acumulación de cenizas fundidas (similar al "clínker" de las fábricas de cemento) que cortaba el suministro de aire. La reconstrucción de las pruebas se realizó en el Ferrocarril de Llangollen, Gales, y fueron objeto de un documental de la serie Timewatch de la BBC en 2003. 
Esta reconstrucción no debe considerarse excesivamente precisa, debido a los importantes compromisos de los organizadores con la televisión, a las diferencias en la experiencia de las tripulaciones, al combustible utilizado, a las modificaciones realizadas a las réplicas para adecuarlas a las normas de seguridad modernas, a los materiales y métodos de construcción modernos, y a la subsiguiente adquisición de experiencia operativa. Se hicieron comparaciones homogéneas entre las máquinas solo después de que los cálculos tuvieran en cuenta estas diferencias. 
Las réplicas registraron grandes diferencias respecto a las máquinas originales de 1829.